# Ullkragar
Ullkragar (Pseudocolaptes) är ett släkte i familjen ugnfåglar inom ordningen tättingar. Släktet omfattar tre arter som förekommer från Costa Rica till centrala Bolivia:
- Bandvingad ullkrage (P. lawrencii)
- Chocóullkrage (P. johnsoni)
- Andinsk ullkrage (P. boissonneautii)